# Eaulne
Pour les articles homonymes, voir Eaulne (homonymie).
L'Eaulne est une rivière normande du pays de Bray et du Petit Caux, longue de 45,5 kilomètres, affluent de l'Arques. Au sein du réseau dendritique qui donne naissance à ce fleuve côtier, l'Eaulne se présente comme le cours d'eau le plus oriental. Sa vallée peu urbanisée, sauf dans sa partie aval, bénéficie d'un environnement préservé et, depuis peu, protégé.

## Géographie

### Cours et milieu naturel

Carte du bassin-versant de l'Eaulne et des cours d'eau constituant le système dendritique de l'Arques.

Elle prend sa source à Mortemer à 136 m d'altitude, coule parallèlement à la Béthune, au nord de celle-ci (à environ 7 kilomètres), avant de la rejoindre à Arques-la-Bataille à 4 m d'altitude pour former, avec la Varenne, l'Arques.
Sa vallée verdoyante suit, durant la majeure partie de son cours, une dépression anticlinale parallèle au pays de Bray. 
Le substratum est constitué par les terrains crayeux du Crétacé supérieur : Cénomanien et Turonien. Sous les plateaux encadrant le cours de la rivière, la nappe de craie forme un réservoir important dont l'épaisseur atteint 150 à 170 mètres.
À l'écart des fortes concentrations humaines, la rivière offre des conditions favorables de pêche, recelant d'importantes colonies d'espèces migratrices: saumon atlantique, truite de mer, truite fario, anguille, lamproie marine ou encore lamproie fluviatile. La richesse écologique de l'Eaulne ne se limite pas à sa faune piscicole, car, près de sa source, le marais de Fesques a été classé en site Natura 2000 en raison de son intérêt de tout premier ordre. Cette zone, baignée par la rivière, constituée de prairies humides et d'aulnaies, abrite 91 espèces d’oiseaux dont la fauvette des marais et la chouette hulotte, 21 de mammifères, 2 de reptiles et 4 d'amphibiens, mais également 72 plantes différentes parmi lesquelles 3 sont remarquables: l'ophioglosse commun, la benoîte des ruisseaux et la dactylorhize négligée.

### Affluents
L'Eaulne a neuf affluents référencés dont :
- le Bailly-Bec (rd), 6,7 km[10] sur les trois communes de Bailly-en-Rivière, Envermeu, Saint-Ouen-sous-Bailly[notes 1]. Son bassin versant est de 46 km2 et traverse une seule zone hydrographique, Le Bailly Bec de sa source au confluent de l'Eaulne (exclu) (G222) ;
- le cours d'eau 01 de Humesnil (rg) 1,3 km sur les deux communes de Notre-Dame-d'Aliermont et Douvrend.

### Hydrologie
Le bassin versant de l’Eaulne. est peu étendu (342 km2) en raison de la configuration du milieu physique et donc de la faiblesse du réseau tributaire, le Bailly-Bec 6,7 km qui rejoint l'Eaulne en rive droite à Envermeu est son seul affluent notable.
A l’exutoire de la rivière, le débit, enregistré à la station hydrologique de Martin-Église, atteint en moyenne 3,3 m3/s dans le cadre d’un régime pluvial océanique. Observée depuis 44 ans (entre 1964 et 2007), la rivière présente de variations peu importantes de son module, la période des hautes eaux est enregistrée durant la période hivernale avec une moyenne mensuelle comprise entre 4,33 m³/s et 4,70 m³/s atteint en février, les basses eaux interviennent à la fin l'été et au début de l’automne avec des débits compris entre 2,06 m³/s et 2,28 m³/s d’août à octobre (le mois de septembre voyant le plus bas module de l'année) Les périodes d'étiage, tout comme les crues, ne sont guère prononcées.
En établissant une comparaison entre le débit et le bassin versant, l’Eaulne présente un module assez élevé ainsi que l'atteste une lame d'eau de 325 mm/an (supérieure à la moyenne nationale qui est de 300 mm, mais surtout à celle du bassin voisin de la Seine, de l'ordre de 225 mm) et un débit spécifique (ou Qsp) de 10,3 litres par seconde et par kilomètre carré de bassin (9,5 l/s/km² pour l'ensemble des cours d'eau français, 7,1 l/s/km² dans le cas du bassin de la Seine).

## Gestion
La gestion du bassin versant de la Béthune a été confiée au Syndicat Intercommunal du Bassin Versant de l'Eaulne ou SIBEL, collectivité publique, créée en 2000, dont les compétences s'étendent sur l'ensemble géographique déterminé par les limites naturelles (les lignes de crête) fixées par la rivière et ses affluents. Le SIBEL, dont le siège est établi à Londinières, regroupe 54 communes pour une population de 19 900 habitants (soit une densité moyenne de 58, faible à l'échelle départementale). Les missions du syndicat s'articulent autour de la protection de l'environnement, des biens et des personnes du bassin versant par l'étude du milieu, la réalisation de travaux et l'entretien d'ouvrages luttant contre l'érosion, le ruissellement et les inondations, la restauration des conditions naturelles de la rivière et de ses affluents.
Pour rendre plus cohérente l'action des syndicats de bassin versant gérant les différents cours d'eau composant le bassin de l'Arques, et donc celle du SIBEL, une fusion de l'ensemble de ces institutions est envisagée. Une structure unique, celle du grand bassin de l'Arques ou bassin du Grand Arques, devrait ainsi voir le jour dans les années qui viennent afin d'acquérir un poids institutionnel et financier plus fort, de rationaliser les moyens et les compétences mis en œuvre.

## Histoire et patrimoine
Cours d'eau rapide, l'Eaulne fut largement utilisée autrefois comme source d'énergie; de nombreux moulins la jalonnaient (5 dans le seul village d'Ancourt). Située à proximité de territoires forestiers (d'amont en aval : basse forêt d'Eu, forêt du Hellet, forêt d'Arques), la vallée a vu se développer une industrie du bois (scieries), mais située en dehors des grands axes de communication, ses activités manufacturières sont restées modestes (contrairement au plateau d'Aliermont voisin).
La vallée de l'Eaulne, comme celle de la Béthune voisine, porte la marque d'une présence franque particulièrement importante. Arrivés dans la région après la bataille de Soissons (486), les Francs se sont rapidement intégrés aux populations gallo-romaines. De nombreux vestiges mérovingiens ont été découverts à l'occasion de fouilles menées depuis le XIXe siècle, essentiellement des nécropoles à Lucy, Londinières, Douvrend et surtout Envermeu, la principale localité traversée par la rivière, où plus de 800 sépultures ont été mises au jour. Mais d'autres témoignages architecturaux renvoient à des périodes plus anciennes. Des menhirs avaient été érigés, par des populations pré-celtiques, à Wanchy-Capval ; transformés en bornes milliaires par les Romains qui s'établirent dans la vallée y construisant la voie reliant Beauvais à Dieppe, ils furent taillés en forme de croix par les premiers chrétiens. Plus près de notre époque, la période normande a laissé la trace de nombreuses mottes castrales (à Wanchy-Capval, par exemple) et d'ouvrages de défense en maçonnerie comme le château de Pont-Trancart à Ancourt.

## Communes et cantons traversés
Dans le seul département de la Seine-Maritime, l'Eaulne traverse dix-neuf communes, et cinq cantons :
- de l'amont vers l'aval : Mortemer (source), Sainte-Beuve-en-Rivière, Saint-Germain-sur-Eaulne, Vatierville, Ménonval, Fesques, Lucy, Baillolet, Clais, Bailleul-Neuville, Fréauville, Londinières, Wanchy-Capval, Douvrend, Envermeu, Bellengreville, Sauchay, Ancourt, Martin-Église, Arques-la-Bataille.

Soit en termes de cantons, l'Eaulne prend source dans le canton de Neufchâtel-en-Bray, traverse les canton de Londinières, canton d'Envermeu, canton de Dieppe-Est et conflue sur le canton d'Offranville.

## Toponyme
L'Eaulne a donné son hydronyme à la commune de Saint-Germain-sur-Eaulne. Elle avait aussi donné son nom aux anciennes communes de Auberville-sur-Eaulne désormais absorbée par Envermeu depuis 1843, Boissay-sur-Eaulne (dans Londinières depuis 1823) et Neuville-sur-Eaulne (fusionnée avec Bailleul en 1823 pour devenir Bailleul-Neuville).